# Hadügy
A hadügy egy adott állam hadseregének, fegyveres erőinek (tágabb értelemben támadó katonai vagy honvédelmi képességeinek) kialakítására, megszervezésére, vezetésére vonatkozó intézmények és intézkedések összessége az adott ország nemzeti katonai stratégiájának, hadügyi alapelveinek megfelelően. A hadüggyel foglalkozó kormányzati szervezet a hadügyminisztérium, amelynek vezetője a hadügyminiszter
A hadügy magában foglalja a hadügyminisztérium, az alárendelt szervezetek, illetve a fegyveres erők szervezetének, felszerelésének, vezetésének, tevékenységük módjainak meghatározását, illetve szerepük meghatározását a kormányzat politikai céljainak elérésében. A hadügyi területet Magyarországon a 2004. évi CV. törvény szabályozza, amely kimondja: "A honvédelem nemzeti ügy" és a honvédelemre való felkészülésben és a honvédelmi feladatok végrehajtásában az állami szervek, a gazdálkodó szervek és a lakosság is részt vesz. Ez a törvény szabályozza a honvédelemmel kapcsolatos kötelezettségeket, a honvédelmi feladatok végrehajtásában részt vevő szervek feladatait, a honvédelem irányításának szervezeti rendjét, a Magyar Honvédség feladatait és szabályait, illetve a háborús helyzetekre vonatkozó különleges szabályokat.
Napjainkban jelentős változások zajlanak a hadügy minden területén, amelyet a 20. század végének politikai, társadalmi és technológiai változásai indítottak el. A hadügy "forradalma" alapvető változásokat hozott nemcsak a hadviselésben, a fegyveres konfliktus megvívásában, hanem a haderő vezetésének, szervezésének, irányításának terén is.

## Eredete
A hadsereg, katonaság, hadviselés jelentésű had, hod és az ügy szóból alakult ki, változatai a hadi mesterség, hadi tudomány. Ma a hadtudomány és a hadügy jelentése eltér, hiszen előbbi a hadviselés elméleti oldalát takarja, míg utóbbi a hadtudomány által (is) kialakított elvek, elméletek, elképzelések alapján a hadviselés gyakorlati megvalósítását is takarja.

## Története
A hadügy kialakulása, fejlődése párhuzamosan zajlott le a hadviselés történetével, a támadó és védekező fegyverek, illetve azok alkalmazásának fejlődésével, ezt a területet részletesen a hadtörténet vizsgálja. Legegyszerűbb formájában a hadügy mindenki ügye volt, hiszen a legelső közösségekben minden fiú és férfi hadköteles volt, azaz harcba kellett szállnia a közösségért, legtöbbször saját fegyvereivel.
Az első városok, majd államok kialakulásával együtt a hadügy központi feladat lett, végrehajtása külön társadalmi rend (a katonaság) feladata lett, és a lakosság nagy része csak a katonaság ellátásával, illetve katonai szolgálattal vette ki részét a hadügyből. Ekkor a hadsereg megszervezésének, felszerelésének, alkalmazási elveinek meghatározása, illetve a konkrét hadviselés feladata nem vált ketté, mindkettő az uralkodó osztály felelőssége volt.
A két terület különválásának egyik első példája a görög városállamok között látható, pl. Spártában a görög sötét kor folyamán került sor a baszileuszok (korábban király és hadvezér) hatalmát a megerősödő arisztokrácia néhány kivétellel teljesen formálissá tette, a hadvezetési feladatot meghagyva nekik, míg a közügyekről (beleértve a hadsereg megszervezését és felszerelését) az arisztokrácia a saját soraiból meghatározott időre választott vezetők által döntött. Az ókori Róma története során figyelhető meg, hogy az állam az expanzív politikának rendelte alá az egész hadszervezetet, ennek megfelelően alakítva és átalakítva az emberanyag-utánpótlást, a kiképzést, a fegyverkezést, a harcászati-hadászati gondolkodást, a szállítási rendszert (pl. római hadiutak). A római köztársasági kor idején sikeres volt a hadügy és a hadvezetés szétválasztása, de a köztársaság válsága és a császárság kialakulása ezt a kettősséget ismét eltüntette.
A Római Birodalom bukása után a kialakuló germán államokban a hadügy ismét néphadsereg jellegű volt, hiszen minden fegyverképes polgárnak általános hadkötelezettsége volt. A középkor folyamán ezt felváltotta a hűbéres csapatok intézménye és a lovagrendszer. A honfoglaló magyarok esetében a hadügy alapját a 7 törzs és a 108 nemzetség adta - háború esetén a családok fegyverforgató tagjai a nemzetségfő köré gyűltek, akik a törzsfő irányítása alatt vezették csapataikat.

### Hadügyi forradalom
Hadtörténeti kutatások alapján a haderők szervezete, fegyverzete, tevékenysége nem mindig lineárisan fejlődik, hanem a társadalmi-politikai-gazdasági-kulturális változások eredményeként időnként ugrásszerű változásokon megy keresztül, ezt nevezik a hadügy forradalmának. A kutatások alapján három ilyen időszakot különböztettek meg eddig:
- a 14-17. században előbb a hosszú íj, a majd puskapor feltalálása és tömeges alkalmazása vezetett az addig uralkodó lovagi harcmodor végleges eltűnéséhez, majd az erődítmények megjelenéséhez
- a 18-19. századra tehető a tengeri hadviselés kezdete, majd a francia forradalom és az ipari forradalom kihatásai, a tömeghadseregek megjelenése
- a 20. században az első, majd a második világháború és hatásai, a légierő és a hadászati légi hadviselés, valamint a tengeralattjáró-háború, a harckocsik és páncélozott járművek elterjedése, a nukleáris fegyverek megjelenése, a gerilla-hadviselés

A 20. század végén és napjainkban zajlik a hadügy negyedik forradalma, amely az első öbölháború idején kezdődött és azóta is tart. Ennek jellegzetessége, hogy egy világméretű nukleáris háború esélye lecsökkent, de megnőtt a korlátozott, helyi konfliktusok lehetősége, együtt a fegyveres konfliktus változó, előre nehezen kiszámítható jellegével, megjelenési formáival. Ezzel párhuzamosan a magasan fejlett technológia lehetővé teszi korábban nem ismert fegyverek, fegyverrendszerek (pl. pilóta nélküli repülőgépek, GPS irányítású bombák) bevetését. A jelen kori hadügyi forradalom szükségessé teszi új technikák, doktrínák, új szervezetek és új eljárások széles körű kialakítását és alkalmazását.

## A hadügy területei

### A haderő irányításának módja
A fegyveres szervezetek jellegzetességei miatt hierarchikus irányítási rendszerre van szükség a haderő feladatainak végrehajtása során. A hierarchia csúcspontját általában az adott állam politikai berendezkedése határozza meg: demokráciában ez a parlament vagy más választott népképviseleti szerv, amely elrendelheti a hadiállapotot, kinevezheti a hadsereg parancsnokát és felhatalmazást adhat annak bevetésére. Autokratikus berendezkedés esetén az államfő (király, császár, diktátor vagy éppen katonai tanács) rendelkezik ezekről.

### Hadkiegészítés módja
A hadkiegészítés azzal a kérdéssel foglalkozik, hogyan lehet megfelelő utánpótlást biztosítani a fegyveres erőknek. Ez történhet hivatásos katonaság igénybevételével (állandó haderő vagy idegen zsoldosok által), népi hadsereg vagy általános hadkötelezettség útján. Az utóbbi modell esetén az állami szervek egyik jelentős feladata a hadköteles lakosság nyilvántartása.

### Kiképzés
A hadban álló katonák és az utánpótlás kiképzése jellemzően békeidőben végrehajtott feladat. A kiképzés célja, hogy a katonák elsajátítsák a fegyverzet használatát, kötelékben és egyéni harcban való részvételt, illetve általános katonai ismereteket, készségeket, jártasságokat (pl. térképolvasás, fegyverkarbantartás), illetve "összekovácsolódjanak", azaz kialakuljon az egyének között a csapatszellem.
A katonai kiképzés egyik szélsőséges példája volt az ókori Spárta, ahol a fiatal fiúk nevelésének minden lépése a hadviselés szolgálatában állt, legfőbb célja az állandó harci készenlétre való felkészítés volt

### A haderő felépítése, fegyvernemek
A hadügy egyik kiemelten fontos feladata annak meghatározása, hogy az állam hadereje milyen részekből álljon. Kezdetben ez csak a gyalogság és a lovasság közötti egyensúly megteremtését jelentette, de a haditechnika fejlődésével az egyes fegyvernemek is differenciálódtak (könnyű és nehézlovasság, könnyű és nehéz gyalogos, távolsági fegyverrel vagy közelharcra alkalmas fegyverrel felszerelt alakulatok stb). Már az ókorban megjelent egy új fegyvernem, a haditengerészet, amely elsősorban a görögöknél, illetve később a Brit Birodalom esetén jelentette a haderő elsődleges alkotóelemét, míg a kontinentális országok inkább a szárazföldi hadsereget fejlesztették. A puskapor megjelenése nemcsak a katonák egyéni fegyverzetét befolyásolta, hanem lehetővé tette a tüzérség megjelenését is.
Az első világháború alatt jelent meg és indult fejlődésnek egy új fegyvernem, a légierő, illetve jelentek meg tömegesen a felszín alatti haditengerészeti egységek, a tengeralattjárók. Az első világháború végén jelentek meg, de csak a második világháborúban terjedtek el széles körben a harckocsik és a gépesített alakulatok, majd a világháború után került sor a stratégiai rakétacsapatok, mint új fegyvernem megjelenésére.
A modern haderők tehát szárazföldi, légi és tengeri komponensből állhatnak és a hadügy feladata annak meghatározása, hogy melyik komponenst milyen mértékben fejlesztik.

### Fegyverzet, technológia
A hadügy egyik kiemelkedően jelentős területe az új fegyverzetek, harcrendszerek, technológiák kutatása, fejlesztése és rendszerbe állítása, illetve a meglévő fegyverrendszerek karbantartása és korszerűsítése. Mindehhez szükséges a megfelelő kutatás-fejlesztési háttér kiépítése, a haditechnikai kutatások finanszírozásának megszervezése, az új fegyverek rendszeresítése és beillesztése a fegyveres erők már létező rendszerébe. Majdnem minden ország fenntart valamekkora hadiipari kapacitást, akár csak a meglévő rendszerek karbantartása érdekében.

### Irányítás, hadvezetés
A hadügy egyik részterülete a fegyveres erők alkalmazásának kutatása, különféle doktrínák kidolgozása, amely alapot ad a haderő megszervezéséhez, kiképzéséhez, felszereléséhez és tényleges alkalmazásához. A katonai parancsnoki-irányítási, információs rendszerek kiépítése szintén fontos hadügyi feladat.